# Astrobatrachus kurichiyana
Astrobatrachus kurichiyana — вид жаб родини Nyctibatrachidae, єдиний у підродині Astrobatrachinae. Описаний у 2019 році.

## Поширення
Ендемік Індії. Вид з обмеженим ареалом. Поширений на невеликій ділянці дощового лісу на плато Ваянад у Західних Гатах.

## Опис
Верхня частина тіла коричневого забарвлення, черево — помаранчеве. Все тіло вкрите блакитно-білими цятками.